# Saho Harada
Saho Harada (jap. 原田 早穂, Harada Saho; * 5. November 1982 in Tokio) ist eine japanische Synchronschwimmerin.

## Werdegang
Bei ihren ersten Olympischen Sommerspielen 2004 in Athen gewann Harada mit dem Team die Bronzemedaille. Ein Jahr später startete sie in Montreal bei den Schwimmweltmeisterschaften 2005. Dort gewann sie in der Kombination und mit der Mannschaft die Silbermedaille. Zudem sicherte sie sich gemeinsam mit ihrer Partnerin Emiko Suzuki Bronze im Duett. Bei den Schwimmweltmeisterschaften 2007 im australischen Melbourne gewann Harada Silber mit dem Team im technischen Programm sowie in der Kombination. Zudem sicherte sie sich im technischen Solo und mit dem Team im freien Programm die Bronzemedaille. Ein Jahr später startete sie bei den Olympischen Sommerspielen 2008 in Peking und gewann dort im Duett mit Emiko Suzuki die Bronzemedaille. Mit dem Team wurde sie Sechste.